# Francesc de Paula Benet i Colom
Francesc de Paula Benet i Colom (Barcelona, 15 de febrer de 1836 – 27 de juliol de 1919) fou un advocat, empresari i polític barceloní.

## Biografia
Era un advocat emparentat amb el baró de Viver, administrava un bufet important i participava en empreses de la banca i del ferrocarril, sent directiu del Banc de Barcelona. Fou vicepresident de l'Institut Agrícola Català de Sant Isidre i membre de l'Ateneu Barcelonès.
Políticament, des del 1873 apostà pel nou rei Alfons XII i la restauració borbònica, signant el 1875 el manifest de la Lliga de l'Ordre Social. Fou membre de la Junta de Govern del «Círculo Conservador de Barcelona», del que en fou president el 1906, i fou regidor de l'ajuntament de Barcelona pel Partit Conservador a les eleccions municipals de 1877, 1884 i 1890. També fou diputat de la Diputació Provincial de Barcelona pel districte de Granollers en 1878, 1890, 1896 i 1901. El 1906 va promoure enviar un comunicat al president del Congrés dels Diputats contra la Llei d'Associacions. A proposta d'Antoni Maura i Montaner el 1909 fou designat senador vitalici.